# Prairie City (Illinois)
Prairie City è un villaggio degli Stati Uniti d'America, situato nello Stato dell'Illinois, nella contea di McDonough.